# Pyrenaria maculatoclada
Pyrenaria maculatoclada är en tvåhjärtbladig växtart som först beskrevs av Y. K. Li, och fick sitt nu gällande namn av S. X. Yang. Pyrenaria maculatoclada ingår i släktet Pyrenaria och familjen Theaceae. Inga underarter finns listade i Catalogue of Life.